# 美並インターチェンジ
美並インターチェンジ（みなみインターチェンジ）は、岐阜県郡上市美並町白山にある東海北陸自動車道のインターチェンジである。

## 歴史
- 1994年（平成6年）3月25日 - 東海北陸自動車道の美濃IC - 当IC間の開通に伴い[2][3]、供用開始[1]。当初は暫定2車線での供用[3]。
- 1996年（平成8年）4月18日 - 当IC - 郡上八幡IC間が開通（暫定2車線）[2][3]。
- 2004年（平成16年）12月4日 - 当ICを含む美濃IC - 瓢ヶ岳PA間が4車線化[3]。

## 道路
- E41 東海北陸自動車道（7番）

## 料金所
- ブース数：4

### 入口
- ブース数：2
  - ETC専用：1
  - ETC/一般：1

### 出口
- ブース数：2
  - ETC専用：1
  - ETC/一般：1

## 接続する道路
- 国道156号[1]

## 周辺
- 日本まん真ん中センター
- フォレストパーク373
- 郡上市消防本部中消防署南出張所
- 郡上市役所美並振興事務所
- 長良川鉄道越美南線 美並苅安駅・赤池駅
- 美濃東部広域農道

## 美並バスストップ
旅客案内上では高速郡上美並（こうそくぐじょうみなみ）と称する。

### 停車する路線
- 岐阜バス
  - 高速八幡線
高速美濃BS - 高速郡上美並BS - 郡上大橋BS/八幡営業所（長良川温泉始発・白鳥行き）
  - 高速八幡名古屋線
高速美濃BS - 高速郡上美並BS - 郡上大橋BS

## 隣
E41 東海北陸自動車道
(6)美濃IC - 古城山PA（上り線のみ） - (7)美並IC - 瓢ヶ岳PA（下り線のみ） - (8)郡上八幡IC